# Акупресура
Акупресура (от латински: acus, „игла“ и „пресура“ ) е техника в традиционната китайска медицина, базирана на същите идеи като акупунктурата. Чрез акупресурата мануално се стимулират определени точки и меридиани по тялото, с което се оздравява, подобрява и въвежда правилна циркулацията на чи по тялото.

## Типове акупресурен масаж
При акупресурата има масажно въздействие върху активните точки (точков масаж) или линейно въздействие върху меридианите и посоката на енергията в тях (повърхностен масаж). Има осем основни начина за масажиране :
1. Поглаждане (в китайски: „туй“)
Прилага се главно върху точки по гърба, мишниците и главата. С палците на двете ръце, като останалите пръсти се държат повдигнати или се поставят върху кожата, се правят движения. За една минута се правят от 50 до 200 движения.
2. Защипване („ние“ или „ня“)
с палеца и показалеца или с всички пръсти се захваща кожата с подлежащите ѝ тъкани и се притиска силно до поява на желания ефект.
3. Притискане („ан“ или „циа“)
с един пръст, или със ставите на пръстите, или с лакътя се натиска силно до поява на желания ефект.
4. Разтриване („му“ или „ка“)
с пръст, с цяла длан, с гърба на ръката или с двете ръце.
5. Въртене („жу“)
въздействува се с въртеливи движения с пръсти, длан, с гърба на дланта. Първо се върти по часовниковата стрелка 9 пъти, а после същия брой в обратната посока.
6. Почукване
с пръст („цзюо“), юмрук („щуп“) или с длан („пай“).
7. Въздействие върху става („яо“)
масиране и раздвижване на ставата.
8. Вибрация („цзен“)
въздействие с пръсти с ритмични или неритмични вибриращи движения.